# Uulutilaid
Uulutilaid é um pequeno ilhéu situado na costa da Península de Virtsu, no Mar Báltico, que faz parte da Estónia.
Uulutilaid cobre uma área de 24,2 hectares e é administrado pelo condado de Pärnu (em estoniano: Pärnu maakond).